# Мен (Нор)
Мен (фр. Maing) — коммуна во Франции, регион О-де-Франс, департамент Нор, округ Валансьен, кантон Ольнуа-ле-Валансьен, в 6 км к юго-западу от Валансьена и в 6 км от автомагистрали А2.
Население (2017) — 4 112 человек.

## Достопримечательности
- Развалины средневекового аббатства Фонтенель
- Приходская церковь Святого Жери XIV—XVII веков

## Экономика
Структура занятости населения:
- сельское хозяйство — 3,2 %
- промышленность — 1,1 %
- строительство — 8,7 %
- торговля, транспорт и сфера услуг — 31,2 %
- государственные и муниципальные службы — 55,9 %

Уровень безработицы (2017) — 14,1 % (Франция в целом — 13,4 %, департамент Нор — 17,6 %). 

Среднегодовой доход на 1 человека, евро (2017) — 21 030 (Франция в целом — 21 110, департамент Нор — 19 490).

## Демография
Динамика численности населения, чел.

## Администрация
Пост мэра Мена с 1995 года возглавляет Филипп Бодрен (Philippe Baudrin). На муниципальных выборах 2020 года возглавляемый им правый список победил в 1-м туре, получив 61,24 % голосов.
| Период | Период | Фамилия         | Партия                                                  | Примечания |
| ------ | ------ | --------------- | ------------------------------------------------------- | ---------- |
| 1945   | 1978   | Анри Бантеньи   | Коммунистическая партия                                 |            |
| 1978   | 1993   | Габриэль Девеми | Коммунистическая партия                                 |            |
| 1993   | 1995   | Жан-Клод Лорет  | Коммунистическая партия                                 |            |
| 1995   |        | Филипп Бодрен   | Союз за народное движение Союз демократов и независимых |            |